# Rex Smith
Rex Smith (Jacksonville, 19 de setembro de 1955) é um ator e cantor americano. Smith fez sua estréia como ator na peça da Broadway Grease em 1978. Ele é conhecido por seu papel como Jesse Mach em 1985 séries de televisão Street Hawk. Durante o final dos anos 1970, Smith foi popular como um ídolo teen. Por causa de sua boa aparência, ele foi destaque regularmente em 16 Magazine e Tiger Beat. Ele também tinha um Top 10 single, "You Take My Breath Away", em 1979. Durante 10 de setembro de 2016, ele cantou algumas de suas canções em Robinsons Galleria, um shopping em Cebu City.